# 棘頭叉鰾石首魚
棘頭叉鰾石首魚為輻鰭魚綱鱸形目鱸亞目石首魚科的其中一種，分布東太平洋區，從墨西哥至秘魯海域，棲息深度可達30公尺，體長可達15公分，棲息在沿海泥底質海域，屬肉食性，以底棲性無脊椎動物為食。